# جلان إيلا
جلان إيلا (بالإنجليزية: Glen Ella)‏ هو لاعب اتحاد الرغبي أسترالي، ولد في 5 يونيو 1959 في La Perouse, New South Wales ‏ في أستراليا.

## وصلات خارجية
- جلان إيلا عل موقع إسبنسكروم (الإنجليزية)